# Bryum dealbatum
Bryum dealbatum là một loài rêu trong họ Bryaceae. Loài này được Sw. ex Hedw. Dicks. ex With. mô tả khoa học đầu tiên năm 1801.